# 9634 Vodice
9634 Vodice eller 1993 XB är en asteroid i huvudbältet som upptäcktes den 4 december 1993 av Farra d'Isonzo-observatoriet i Farra d'Isonzo. Den är uppkallad efter amatörastronomen Antonio Nino Vodice.
Asteroiden har en diameter på ungefär 6 kilometer.